# Leucauge argyra
Leucauge argyra, conhecida como aranha-de-mandíbula-longa, é uma aranha e é conhecida por ser a hospedeira da Hymenoepimecis argyraphaga, uma vespa parasitóide.
É encontrada na Ásia, Estados Unidos e Brasil.

## Descrição

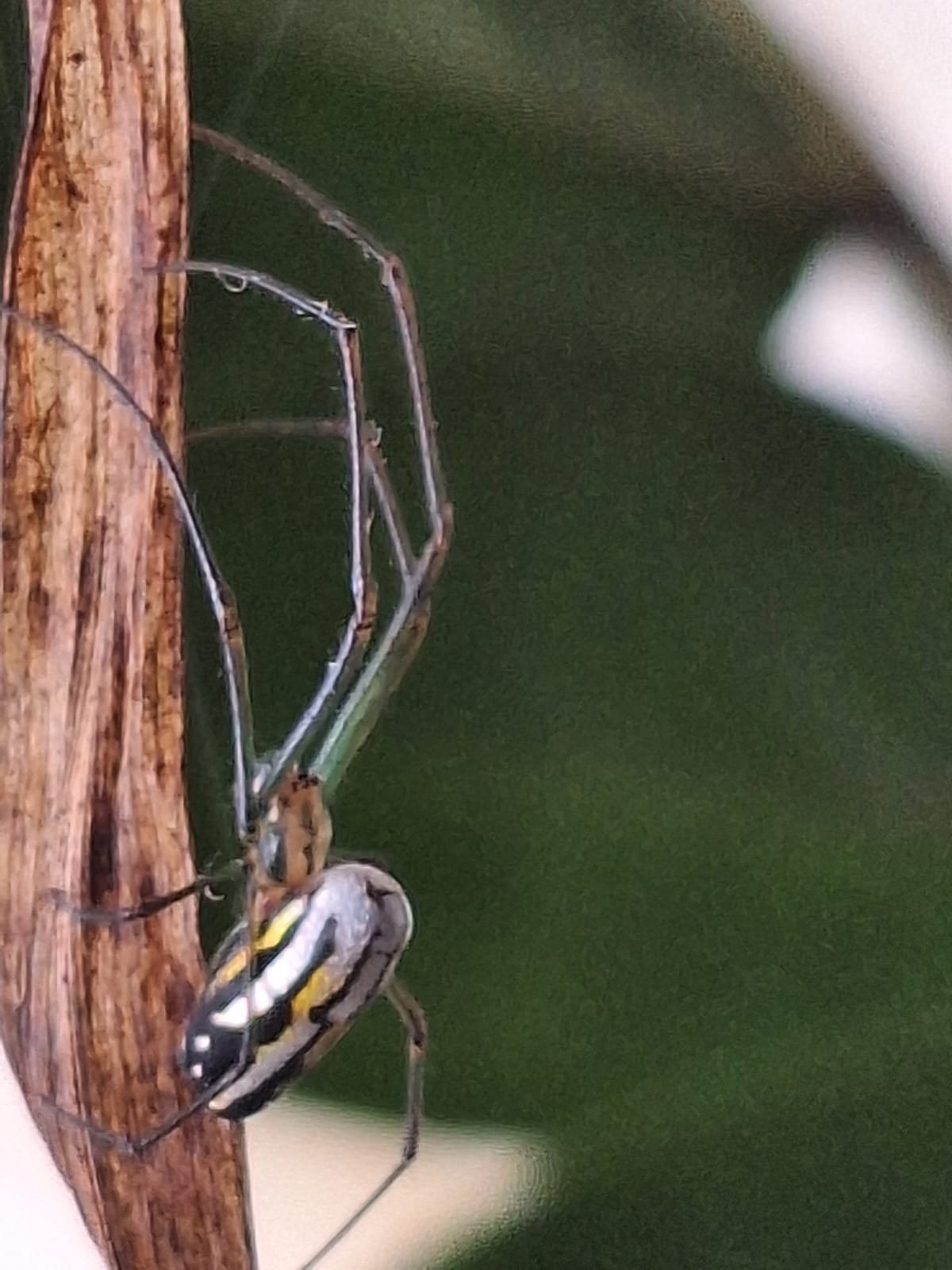
Leucauge argyra no Rio Grande do Norte

Leucauge argyra tem três linhas no abdômen que correm paralelas, apenas na metade do abdômen, onde as duas externas se curvam para dentro antes de continuarem paralelas novamente pelo resto do abdômen.
A teia dos juvenis tem um emaranhado superior com fios o conectando ao centro e, ocasionalmente, outro emaranhado abaixo da teia orbicular; esses emaranhados estão ausentes nas teias dos adultos.
Uma espécie semelhante à L. argyra é Leucauge mariana.

## Hábitos
Leucauge argyra (e muitos outros Leucauge spp. ) é conhecido por ser uma espécie colonial, com aranhas mantendo territórios individuais/teias orbiculares dentro de um andaime de linhas de suporte compartilhadas mantidas pelo grupo. Colônias de indivíduos multigeracionais são frequentemente vistas com alguns níveis de estratificação de tamanho (onde indivíduos/adultos maiores ocupam as posições mais altas da teia e indivíduos/juvenis menores ocupam posições mais baixas da teia).